# Rhytidodera clypealis
Rhytidodera clypealis là một loài bọ cánh cứng trong họ Cerambycidae.